# Cordeaux Dam
Cordeaux Dam är en dammbyggnad i Australien. Den ligger i kommunen Wingecarribee och delstaten New South Wales, i den sydöstra delen av landet, omkring 69 kilometer sydväst om delstatshuvudstaden Sydney. Dammen bildar Lake Cordeaux.
Runt Cordeaux Dam är det tätbefolkat, med 286 invånare per kvadratkilometer.. Närmaste större samhälle är Wollongong, omkring 16 kilometer sydost om Cordeaux Dam. 
I omgivningarna runt Cordeaux Dam växer i huvudsak städsegrön lövskog. Genomsnittlig årsnederbörd är 1 288 millimeter. Den regnigaste månaden är februari, med i genomsnitt 215 mm nederbörd, och den torraste är juli, med 34 mm nederbörd.